# Franz-Josef Kemper
Franz-Josef Kemper   (Hopsten, 30 de setembre de 1945) és un atleta alemany, especialista en curses de mig fons, que va competir sota bandera de la República Federal Alemanya durant les dècades de 1960 i 1970. Es casà amb la també atleta Sylvia Schenk.
El 1968 va prendre part en els Jocs Olímpics d'Estiu de Ciutat de Mèxic, on quedà eliminat en semifinals en la cursa dels 800 metres del programa d'atletisme. Quatre anys més tard, als Jocs de Múnic, fou quart en la mateixa prova.
En el seu palmarès destaca una medalla de plata al Campionat d'Europa d'atletisme de 1966 en els 800 metres, rere Manfred Matuschewski; i dues medalles d'or al Campionat d'Europa en pista coberta, el 1967 i 1972. També guanyà una medalla d'or i una de plata a les Universíades de 1967 i 1970; així com dotze campionats nacionals: cinc dels 800 metres (1965, 1966, 1967, 1970 i 1971), cinc en proves de relleus, 3x1.000 metres (1966 a 1968) i 4x1.5000 metres (1970, 1972 i 1973) i un del cros. També va ser campió en pista coberta dels 800 metres (1968 i 1970)  i del 3x1.000 metres (1966, 1971 i 1972).
El 7 d'agost de 1966 va establir el rècord europeu dels 800 metres amb un temps d'1'44,9" i el 13 d'agost d'aquell mateix any el rècord mundial del relleu 4x800 metres amb un temps de 7'08.6".
Va estudiar a la Universitat de Münster. El 1980 va obtenir un doctorat en sociologia per la Universitat Tècnica de Darmstadt. Va treballar en càrrecs directius a l'administració de la Renània-Palatinat.

## Millors marques
- 800 metres. 1' 44,9" (1966)[12][1]